# Parorgerioides angusticeps
Parorgerioides angusticeps är en insektsart som först beskrevs av Blöte 1957.  Parorgerioides angusticeps ingår i släktet Parorgerioides och familjen Dictyopharidae.
Artens utbredningsområde är Spanien. Inga underarter finns listade i Catalogue of Life.